# Charles Poswick
Charles Marie Jean Joseph Elvire Ghislain baron Poswick (ur. 6 października 1924 w Limbourgu, zm. 28 lipca 1994 w Heusden-Zolder) – belgijski polityk, prawnik i menedżer, parlamentarzysta, minister obrony (1966–1968, 1980), przewodniczący Rady Francuskiej Wspólnoty Belgii (1984–1985) i Rady Regionu Walońskiego (1985–1987).

## Życiorys
Syn Julesa Poswicka i Marthe Roberti, pochodził z jednego z ważniejszych rodów szlacheckich z Księstwa Limburgii. W 1953 przyjęty do grona szlachty, w 1993 uzyskał tytuł barona. Podczas II wojny światowej aktywny w ruchu oporu, od maja do sierpnia 1943 przebywał w strefie wolnej. Następnie od września 1944 służył jako członek formacji spadochroniarzy w ramach 1 Belgijskiej Brygady, uzyskując stopień oficera rezerwy i do 1960 kontynuując aktywność jako spadochroniarz. Studiował prawo, politologię, finanse i handel na Katholieke Universiteit Leuven. Kształcił się w zakresie inwestycji w Kanadzie, uzyskał doktorat w dziedzinie prawa. Pracował zawodowo jako makler giełdowy, w latach 80. kierował krajowym stowarzyszeniem maklerów. Został także attaché w kancelarii premiera Gastona Eyskensa i szefem gabinetu ministra sprawiedliwości Charlesa du Bus de Warnaffe (1952–1954). Przez wiele lat pracował jako wspólnik, menedżer oraz członek rad nadzorczych przedsiębiorstw.
Początkowo działał w Partii Społeczno-Chrześcijańskiej, w 1960 przeszedł do Partii Liberalnej, przekształconej rok później w Partię Wolności i Postępu (od 1961 do 1966 jej wiceprezes). Po podziale tej ostatniej został członkiem walońskiej Partii Reformatorsko-Liberalnej. Pozostawał radnym Sauvenière (1958–1976) i Gembloux (1977–1994). W latach 1965–1991 członek Izby Reprezentantów, w tym od 1977 do 1980 jej wiceprzewodniczący. Dwukrotnie pełnił funkcję ministra obrony: od marca 1966 do czerwca 1968 w pierwszym rządzie Paula Vanden Boeynantsa i od maja do października 1980 w trzecim rządzie Wilfrieda Martensa. Jako parlamentarzysta od 1971 był oddelegowany do Rady Kulturowej Francuskiej Wspólnoty Belgii, w 1980 przekształconej w Radę Francuskiej Wspólnoty Belgii (od października 1984 do grudnia 1985 przewodniczący). Był także członkiem Rady Regionu Walońskiego (przewodniczący od listopada 1985 do grudnia 1987).

## Odznaczenia
Odznaczony m.in.:
- Orderem Korony I klasy
- Orderem Leopolda II I klasy
- Orderem Leopolda II klasy
- Odznaką Obywatelską I klasy
- Medalem Ochotnika 1940–1945
- Krzyżem Uciekinierów z Niewoli 1940–1945
- Medalem Oporu
- Medalem Pamiątkowym za Wojnę 1940–1945
- Orderem Korony Dębowej IV klasy
- Orderem Zasługi Wielkiego Księstwa Luksemburga I klasy
- Orderem Zasługi Kamerunu I klasy
- Legią Honorową III klasy
- Orderem Odrodzenia Polski III klasy
- Orderem Narodowym Rwandy III klasy
- Orderem Zasługi Republiki Włoskiej IV klasy